# Storförenad teori
En storförenad teori – ofta används de engelska termerna grand unification, grand unified theory eller GUT även på svenska – är en teori i fysik som förenar stark växelverkan och elektrosvag växelverkan till en enda växelverkan. Flera sådana teorier har föreslagits, men ingen är för närvarande allmänt accepterad. Den (framtida) teorin, som man också hoppas ska inkludera gravitation, kallas teori om allt. (engelska: theory of everything).
GUT förutsäger även existensen av topologiska defekter som monopoler, strängar, domänmurar med mer. Inget har observerats och deras frånvaro är känd som monopolproblemet i kosmologi.